# تصيير فني

مثال على صورة مصيرة

في الفنون التشكيلية والرسم الصناعي، التصوير الفني تكوين صورة — لا سيما، تصويرها تصويرا حقيقيا— وتشكيلها بإعطائها ألوانا ومنظرا.